# 芳賀俊洋
芳賀 俊洋（はが としひろ、1950年または1951年 - 2014年〈平成26年〉10月5日）は、日本の地方公務員。堺市総務局長、同市副市長を歴任した。瑞宝小綬章受章者。

## 人物・経歴
1969年 (昭和44年)に大阪府立泉陽高等学校を卒業し、その後神戸商科大学（現・兵庫県立大学）経済学部を卒業した。
1974年に堺市役所に入庁し、健康福祉局福祉推進部長、人事部長を務め、2008年4月に総務局長に就任した。
2010年3月に五嶋青也とともに堺市副市長に就任。2011年11月にはオレンジリボンキャンペーンのイベントで泣いてるキティ、赤井英和、綛山哲男大阪府副知事らと共に児童虐待防止をPRした。
2013年11月に副市長を辞職。
2014年10月5日に死去した。

## 栄典
死亡叙勲で瑞宝小綬章を受章した。